# Bahnstrecke Hockeroda–Unterlemnitz
| Bahnhof Unterlemnitz (2018) |                                                        |                                       |                           |
| Streckennummer (DB): | 6686 (Hockeroda–Wurzbach) 6709 (Wurzbach–Unterlemnitz) |                                       |                           |
| Kursbuchstrecke (DB): | 557 (Saalfeld–Blankenstein)                            |                                       |                           |
| Kursbuchstrecke: | 160h (1934)                                            |                                       |                           |
| Streckenlänge: | 28,27 km                                               |                                       |                           |
| Spurweite: | 1435 mm (Normalspur)                                   |                                       |                           |
| Streckengeschwindigkeit: | 60 km/h                                                |                                       |                           |
| |                                                        |                                       |                           |
| \| \| \| von Saalfeld \| \| \| \| 0,00 \| Hockeroda (Hp+Abzw) \| Hockeroda (Hp+Abzw) \| \| \| \| nach Probstzella \| \| \| \| 3,96 \| Leutenberg \| Leutenberg \| \| \| 9,66 \| Lichtentanne (Thür) \| Lichtentanne (Thür) \| \| \| 12,90 \| Awanst Heberndorf \| Awanst Heberndorf \| \| \| 14,80 \| Zschachenmühle (bis 2011) \| Zschachenmühle (bis 2011) \| \| \| 19,43 \| Wurzbach (Thür) \| 527 m \| \| \| 24,01 \| Heinersdorf (b Lobenstein) (bis 2008) \| 607 m \| \| \| \| von Triptis \| \| \| \| 28,27 \| Unterlemnitz (Keilbahnhof) \| 531 m \| \| \| \| nach Marxgrün \| \| |                                                        |                                       |                           |
| Strecke |                                                        | von Saalfeld                          | von Saalfeld              |
| Haltepunkt / Haltestelle | 0,00                                                   | Hockeroda (Hp+Abzw)                   | Hockeroda (Hp+Abzw)       |
| Abzweig geradeaus und nach rechts |                                                        | nach Probstzella                      | nach Probstzella          |
| Bahnhof | 3,96                                                   | Leutenberg                            | Leutenberg                |
| Bahnhof | 9,66                                                   | Lichtentanne (Thür)                   | Lichtentanne (Thür)       |
| ehemalige Blockstelle | 12,90                                                  | Awanst Heberndorf                     | Awanst Heberndorf         |
| ehemaliger Haltepunkt / Haltestelle | 14,80                                                  | Zschachenmühle (bis 2011)             | Zschachenmühle (bis 2011) |
| Spitzkehrbahnhof rechts | 19,43                                                  | Wurzbach (Thür)                       | 527 m                     |
| ehemaliger Haltepunkt / Haltestelle | 24,01                                                  | Heinersdorf (b Lobenstein) (bis 2008) | 607 m                     |
| Abzweig geradeaus und von links |                                                        | von Triptis                           | von Triptis               |
| Bahnhof | 28,27                                                  | Unterlemnitz (Keilbahnhof)            | 531 m                     |
| Strecke |                                                        | nach Marxgrün                         | nach Marxgrün             |

Die Bahnstrecke Hockeroda–Unterlemnitz (Sormitztalbahn) ist eine Nebenbahn in Thüringen. Sie beginnt in Hockeroda an der Bahnstrecke Leipzig–Probstzella und führt über den Spitzkehrenbahnhof in Wurzbach nach Unterlemnitz. Dort schließt sie an die nur noch abschnittsweise betriebene Bahnstrecke Triptis–Marxgrün an.

## Geschichte

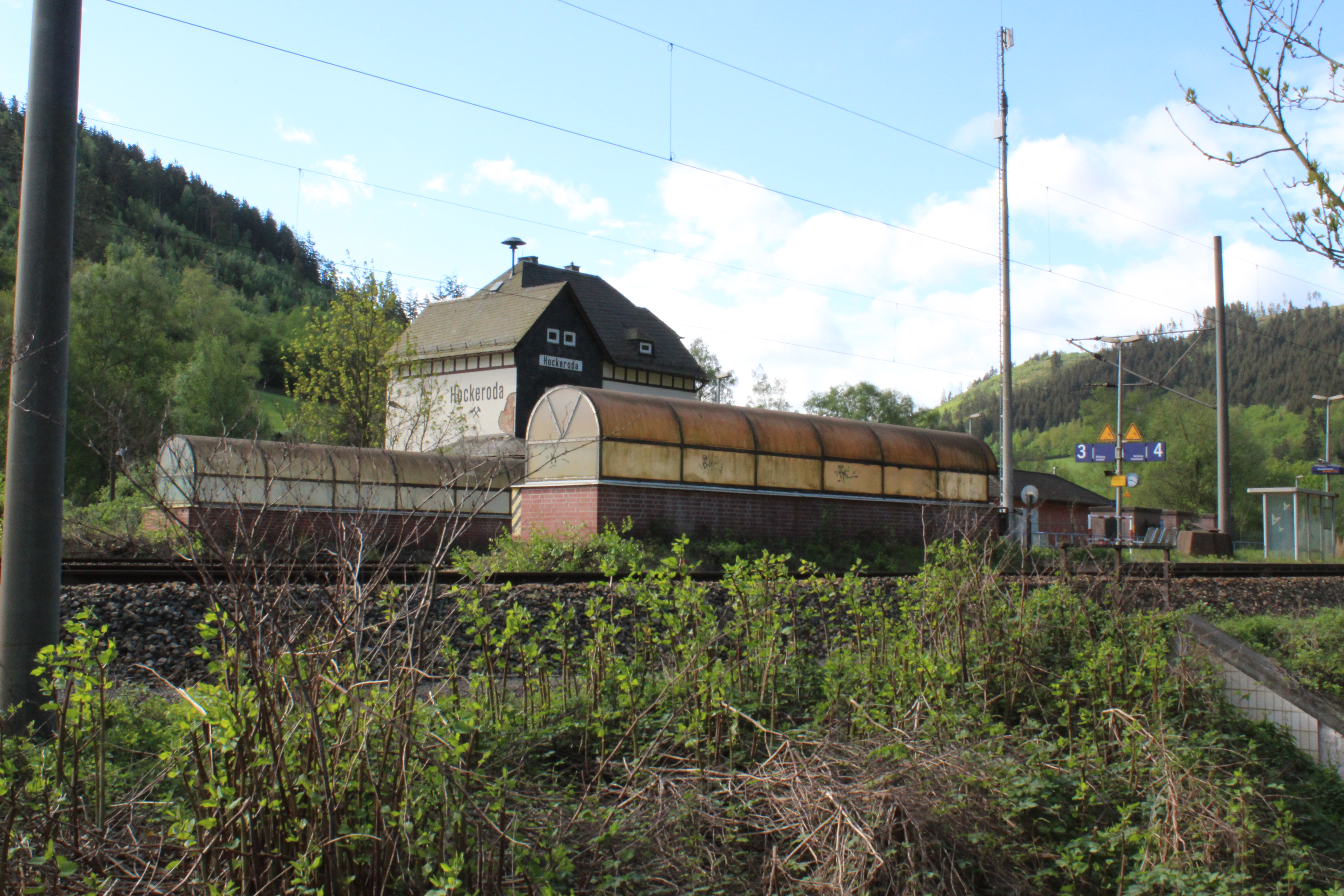
Haltepunkt Hockeroda (2018)

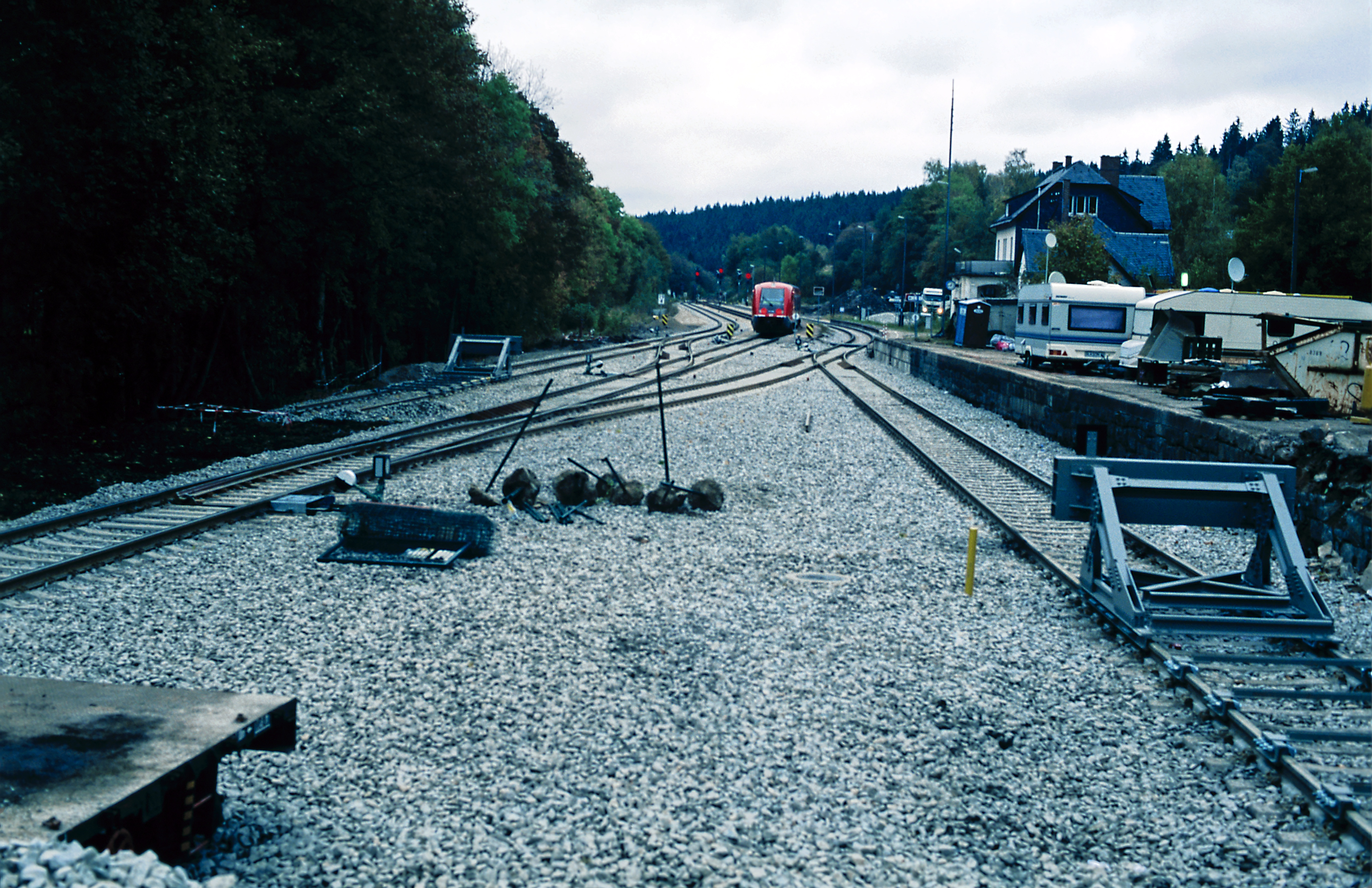
Bahnhof Wurzbach beim Umbau im Oktober 2009

Die Strecke wurde von der Eisenbahndirektion Erfurt der Preußischen Staatseisenbahnen gebaut und betrieben. Grundlage war ein Preußisches Gesetz vom 6. Juni 1905 Eröffnet wurde die Strecke kurz nacheinander in zwei Abschnitten:
- 16. Dezember 1907: Hockeroda–Wurzbach (Thür), 19,43 km
- 1. März 1908: Wurzbach (Thür)–Unterlemnitz, 8,84 km

In Unterlemnitz bestand Anschluss an die bestehende Bahnstrecke nach Lobenstein, die über Blankenstein und Marxgrün weiter bis nach Hof führte.
Nach dem Übergang zur Deutschen Reichsbahn gehörte die Strecke zur RBD Erfurt.
Geplant ist es, die Strecke für eine Höchstgeschwindigkeit von 60 km/h zu ertüchtigen und ungesicherte Bahnübergänge zu beseitigen. Bislang sorgten zahlreiche Langsamfahrstellen und schadhafte Brücken für eine lange Fahrzeit. Ebenfalls vorgeschlagen wurde die Einrichtung eines Ein-Stunden-Taktes. Dank des beträchtlichen Güterverkehrsaufkommens existierten im Jahr 2009 keine Stilllegungspläne, die Zukunft des Personenverkehrs wurde allerdings schon mehrmals durch die thüringische Landesregierung überprüft.
Im Jahr 2010 wurde die Strecke auf einem großen Teil oberbautechnisch ertüchtigt. Am 22. August 2010 wurde auch ein neues elektronisches Stellwerk (ESTW) in Betrieb genommen. Dadurch sind jetzt auch die Formsignale in Unterlemnitz und die Lichtsignale der sowjetischen Bauart EZMG in Leutenberg, Lichtentanne und Wurzbach verschwunden.

## Betrieb

### Personenverkehr
Der Personenverkehr wurde ab Unterlemnitz stets weiter nach Lobenstein und meistens bis Blankenstein geführt.
Nach der Auflösung der DDR kamen meistens Loks der Baureihe 219 oder der Baureihe 228 sowie seltener der Baureihe 202 vor Personenzügen zum Einsatz.
Nach 2000 wurde die Strecke vorwiegend von Triebwagen der Baureihe 641 und Baureihe 642 befahren. Von Mai 2005 bis 2011 verkehrte der Schiefergebirgsexpress samstags im Sommerhalbjahr direkt von Leipzig über Saalfeld nach Blankenstein, danach wurde der Zug vorübergehend eingestellt. Seit Sommer 2013 wird er von der Erfurter Bahn angeboten.
Im Juni 2008 wurde der Haltepunkt in Heinersdorf aus baulichen Gründen und wegen geringer Nutzung geschlossen. Ab Dezember 2011 wurde auch der Haltepunkt Zschachenmühle geschlossen. Das dortige baufällige Wartehäuschen wurde bereits im Sommer des gleichen Jahres abgerissen.
Seit 2009 verkehren die Personenzüge im Zweistundentakt, in der Hauptverkehrszeit auch öfter.
Zugkreuzungen sind in Unterlemnitz, Leutenberg, Lichtentanne und Wurzbach möglich; finden jedoch planmäßig nur zu den Berufsverkehrszeiten statt, wenn zusätzliche Züge fahren.
Im Juni 2012 übernahm die Erfurter Bahn den Personenverkehr auf der Strecke.

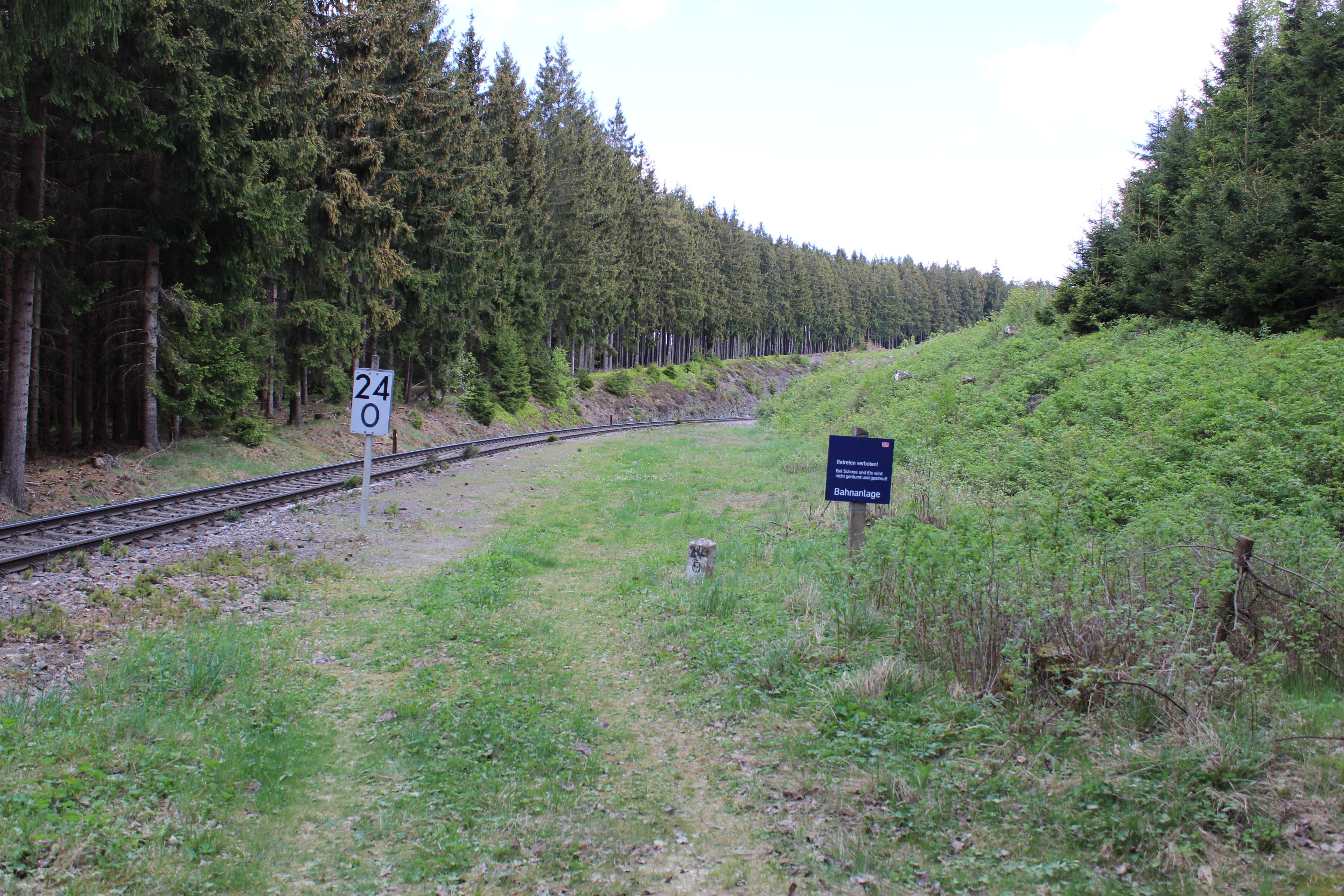
Ehem. Haltepunkt Heinersdorf (b Lobenstein), 2018

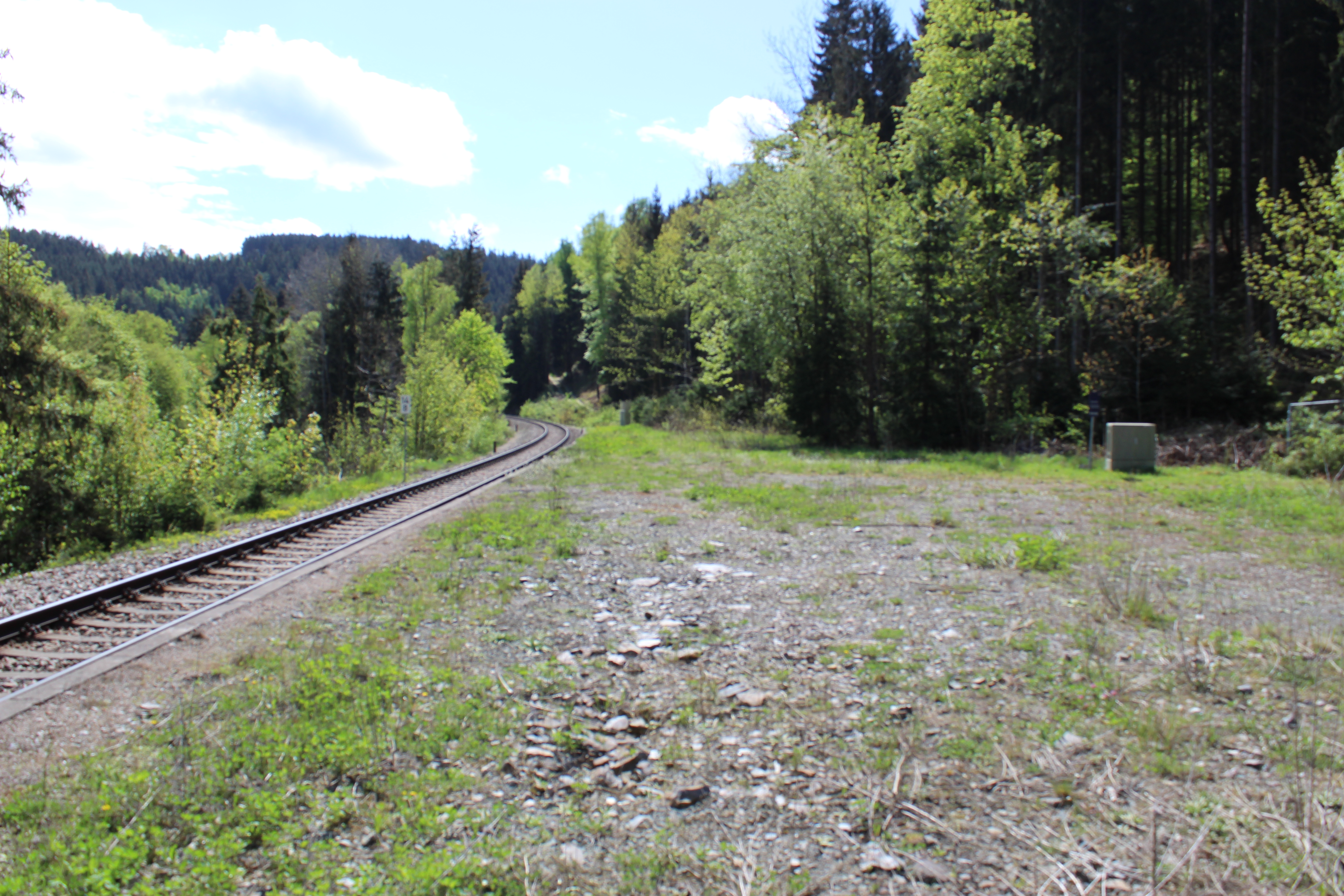
Ehem. Haltepunkt Zschachenmühle, 2018

### Güterverkehr
Auf der Bahnstrecke findet reger Güterverkehr statt. Es kommen dafür Loks der Baureihen 203, 204, 261, 290 sowie verschiedene Loks privater Bahnunternehmer zum Einsatz. Hauptsächlich werden die Zellstoff- und Papierfabrik Rosenthal in Blankenstein und mehrere Kleinunternehmen an der Strecke bedient. Zusätzlich wird das Teilstück der Oberlandbahn von Ebersdorf-Friesau nach Unterlemnitz im Güterverkehr über die Bahnstrecke bedient, um Holzverkehre von und zum Werk Klausner Holz Thüringen abzuwickeln. Hier werden außer der oben genannten Fahrzeuge auch Loks der Baureihe 232 vor schweren Zügen eingesetzt.